# Archilestroides guimaraesi
Archilestroides guimaraesi är en tvåvingeart som beskrevs av Artigas 1991. Archilestroides guimaraesi ingår i släktet Archilestroides och familjen rovflugor. Inga underarter finns listade i Catalogue of Life.